# Vrangel-szigeti gyapjas mamut
A Vrangel-szigeti gyapjas mamut (Mammuthus primigenius vrangeliensis) az emlősök (Mammalia) osztályának ormányosok (Proboscidea) rendjébe, ezen belül az elefántfélék (Elephantidae) családjába tartozó régen kihalt gyapjas mamut (Mammuthus primigenius) egyik alfaja.

## Tudnivalók
Az állat az északkelet-szibériai Vrangel-szigeten élt a holocén első felében.
Az alfaj a gyapjas mamut szigeti lét miatt törpenövésűvé alakult változata. A törpenövésű gyapjas mamutok marmagassága az 1,8–2,3 métert érte el, ami a szibériai és európai példányok marmagasságának körülbelül a kétharmada.
A Vrangel-sziget a pleisztocén jégkorszakai során az egykori Bering-földhídhoz (vagyis az eurázsiai kontinenshez) tartozott. Azonban a Würm-glaciálist követő felmelegedés miatti tengerszint emelkedés következtében kb. 12 000 évvel ezelőtt szigetté vált. Ma a kb. 8000 km² területű szigetet Szibériától egy 140 km széles és kb. 45 méter mély tengerszoros választja el.
A szigeten rekedt gyapjas mamut populáció valószínűleg a korlátozott táplálékforrások miatti evolúciós nyomás következtében fokozatosan törpenövésűvé vált (izolált zsugorodás). A szigeten talált csontmaradványokról sokáig azt gondolták, hogy fiatal egyedektől származnak, csak a fogaik állapotából kezdték sejteni, hogy felnőtt példányokról van szó. Szénizotópos kormeghatározási módszerrel aztán kimutatták, hogy a legtöbb maradvány kora 7400 és 3700 év között változik. Tehát mintegy 6000 évvel élték túl a gyapjas mamutok kihalását az eurázsiai kontinensről. Ez más szavakkal azt jelenti, hogy Stonehenge és az egyiptomi piramisok építése (Kr. e. 2500 k.), valamint Hammurapi (Kr. e. 1800 k.) uralkodása alatt még éltek mamutok a Földön.
Törpenövésű mamutok éltek még a kaliforniai Channel-szigeteken, ilyen a (Mammuthus exilis).